# 日出市
日出市（ひのでし）は、昭和の大合併に際して、徳島県板野郡の3町2村（堀江町、松茂村、北島町、応神村、板東町）の合併によって誕生する計画があった市の名称である。1958年（昭和33年）、地方自治法改正を契機に合併構想が浮上し、市名のほか市役所の場所まで決定していたものの、議会が合併を承認せず、実現しないままに終わった。

## 経緯

### 前史
1953年（昭和28年）9月施行の町村合併促進法により、人口8000人程度が町村の適正規模と規定された。徳島県でも法の趣旨に沿って合併が推進されることになり、予算措置も行われた。下板地域においてもさまざまな組み合わせで合併が議論された。1955年（昭和30年）2月には北島町、住吉村、応神村、川内村、松茂村、藍園村の6町村で構成される合併協議会が4月1日合併を目標に協議を進め、順調に進展していた。ところが川内村が徳島市との合併に動き、松茂村も村民の意見がまとまらず、協議会は3月7日解散を決めた。5町村のうち住吉村、応神村、藍園村は3村で合併し中島町とすることを決めたが、合併後の庁舎位置で意見が合わず、実現しなかった。藍園村と住吉村は2村のみで藍住町を作ることになり、残された応神村とは北島町が合併を検討していたが、一部議員や町民の反対が強く、実現しなかった。この時期、堀江町は鳴門市との合併を決めたが、住民投票での反対が多く、実現しなかった。
1956年（昭和31年）6月、町村合併促進法に代わって新市町村建設促進法が施行された。この年の春、当時の堀江町長であった橋野達雄が応神村、北島町、松茂村、北灘村、板東町、堀江町の6町村を合併し下板市とする提案を各町村長に対して行ったが、北灘村は既に鳴門市との合併の方向であったほか、他の町村長も「市域が広すぎる」「時期尚早」と消極的な姿勢を示した。北灘村が鳴門市と合併した後、残る5町村の合併論議が進まなかったことから、1957年（昭和32年）1月5日、新市町村建設促進審議会が5町村に合併を要請し、さらに3月7日には県知事が5町村長に対し合併を勧告、6月4日までに結論を出すよう求めた。この時点で堀江町が5町村合併案を推していたのに対し、北島町は5町村案は論外とし、基本は北島町・松茂村・応神村の3町村を主張、堀江町を加える案も検討するとしていた。松茂村、応神村も北島町に同調していた。北島町民を対象としたアンケート調査では7割が5町村案に反対し、応神村も村議らによる協議で5町村案反対の姿勢を決めるなど、勧告案への反対は強く、その後1年以上にわたって合併論議は進展しなかった。このように5町村案、すなわち板東町を加える案が避けられた背景には、板東町が財政再建団体の指定を受けており、財政状況が悪かったことがあった。

### 推進
1958年（昭和33年）に入ると、こうした状況にも変化が見られた。この年の4月、地方自治法が改正され、同年9月末までに申請した場合に限り、市制施行の要件が人口5万人以上から3万人以上に緩和されることになった。5月に阿南市が成立したことも刺激となり、県内各自治体で合併の機運が高まった。下板地域でも、5町村でもよいから市制を実現しよう、という意見が出始め、県も5町村合併を勧告した。堀江町、板東町以外は公式には5町村案に反対の意向を変えていなかったが、北島町が「他町村の出方によっては5町村も検討の余地がある」、応神村が「4町村まで広げるなら5町村でも大した違いがない」とするなど、軟化の兆しも見られた。6月10日には県行政係長が各町村を訪ね、説得を試みた。この時点では、新市の名称は仮に「下板市」と呼ばれていた。
県は勧告対象地区に対する指導を9月末で終了する方針であったことから、7月に入るとさらに各自治体への働きかけを強めた。これに応じ、松茂村、応神村は公聴会を開いて住民の意向を確認することにした。応神村の公聴会では、初回の古川地区が「4町村が無理なら5町村もやむを得ない」として大半が5町村案に賛成したほか、全村でも7割が賛成した。松茂村の住民は大半が「組み合わせについては村に一任する」との意向を示した。8月7日、4町村で構成される合併促進協議会は、板東町を加えた5町村での合併を決めた。この頃実施された堀江町長選挙では合併が既定の方針として織り込まれ、合併すれば短い任期で終わることから低調な選挙が予想されていたが結局選挙戦となり、広域合併を主張した橋野達雄が再選された。
ようやく受け入れられた形となった板東町は8月11日に合併への参加を決め、18日、合併協議会は板東町を加えた5町村により再結成された。新体制で25日に第一回の、31日に第二回の合併協議会が開催され、庁舎は北島町に置く、対等合併とする、といった点では一致をみたものの、最初に問題となったのは新市の名称であった。堀江町で町民から公募した結果では「北島市」「下板市」のほか、「吉野川市」「水都市」のように土地柄を反映したもの、「日出市」「末広市」といった瑞祥名、5町村合併に由来する「五宝市」「五協市」など、さまざまな名称が集まった。一方北島町では、北島が新市の中心となることから「北島市」とするのが当然という姿勢であった。応神村とともに「新鮮味のある地名を付けたい」と主張していた松茂村はこれに反発、9月5日の市名処理委員会で「対等合併である以上は旧町名以外でなければならない」と主張した。委員会は8日にいったん延期されたものの合意の見込みはなく、再延期された。対立する両者を除いた3町村で14日に協議することになったものの結論が出ず、17日に市名を原菊太郎徳島県知事に一任することが決まった。原は地元板野郡選出の三木武夫経済企画庁長官にこれを取り次いだ。24日、三木は新市名を「日出市」と決め、26日の合併協議会は満場一致でこの新市名を承認した。住民からは「おかしな名前」と批判もあったものの、名称問題はひとまず決着した。
しかしこれで対立が解消したわけではなく、次に問題となったのは課税方式の違いであった。それまで北島町は第一課税方式、ほかの4町村は第二課税方式を取っていた。9月28日の合併協議会では北島町が新市の旧北島町域のみを第一課税方式とする不均一課税を採用するよう主張したが、他町村が反対したため、課税方式については小委員会で検討し、29日の合併議決を目指すことになった。しかし28日夜の小委員会でも意見の一致が見られず、北島町議会が29日朝に開催した全員協議でも結論が出なかったため、小委員会は県に北島町を説得させることを決めただけに終わった。30日朝、県から地方課長、行政係長が北島町を訪問し説得を試みたが、北島町議会は合併とは無関係な教育委員の改選を審議中で、時間だけが経過した。同日昼から副知事も加わって北島町を説得、北島町の主張通り不均一課税を採用することで決着し、他町村もこれを承認した。5町村が県に合併申請書を提出したのは9月30日の午後7時であり、申請期限切れの直前であった。議会を招集した合併議決はできず、後で議会の議決を得ることを前提に各町村長が専決処分した。

### 断念
何とか間に合わせた合併申請であったが、各議会はこれを追認しようとしなかった。議会の承認がないことから、徳島県議会は合併申請を議決することができず、自治庁への手続きも保留されていた。10月9日、県は北島町を訪問し対処を促したが、北島町は他町村から請われ、反対住民を説得して合併に参加したのに、市名で反対され、課税問題でも物言いがついたことから、住民感情が悪化しており、議決ができる雰囲気ではない、と主張した。原県知事は米田久雄県議会副議長に斡旋を要請、米田は13日、東郷副知事とともに北島町を訪問したが、町議会は冷却期間が必要という回答を繰り返した。17日、米田は5町村長と正副議長を集め、議決を要望したが、北島町以外が前向きな姿勢を示したのに対し、北島町は町民や議会に反対が多いとして受け入れなかった。他4町村からは北島町民の意見がはっきりしない、という指摘があり、県は22日から北島町内3箇所で懇談会を開き、合併に対する町民の考えを聴取することにした。第一回の懇談会には町長も議員も出席せず、出席した町民からは「吸収合併同然と考えていた相手に難癖をつけられた」といった町の説明通りの意見のほか、「日出市という市名に魅力がない」という指摘も出た。残る2回の開催でも反対が大勢で、町の主張通りの実情が示された。米田は市長を北島町から出す、新市の建設計画でも旧北島町を優遇する、という調停案を示し、松茂村以外の3町村はこれを容認したが、当の北島町の姿勢には変化がなかった。
米田は北島町の税収源となっている東邦レーヨンの工場に合併推進の働きかけを依頼することにし、11月29日、町に立地する他の工場とともに合併要望書を提出するよう、工場長の同意を取り付けた。12月1日、米田は「これで駄目なら打ち切り」と位置付け、県地方課長とともに北島町の説得を試みたが、町長が病欠に加えて出席議員も少なく、結論が出なかった。6日に地方課長が再訪、議会に対し北島町には約1億5千万円の赤字があり、合併しないままでは償還に18年かかるが、合併すれば5年で償還できる、と財政の実情を説明した。しかし町議の意見は変わらず、議会は当分合併は見送る、と決定した。県は最後まで合併成立に努力するとし、応神村は「日出市という名前を変えてでも合併を成立させたい」とさらなる譲歩の可能性を示したが、仲介役の米田は13日、「合併の望みはない」として斡旋打ち切りを宣言した。15日には合併協議会も解散し、20日には北島町議会が町長が専決処分した五町村合併を否決、ここに日出市構想は正式に断念された。五町村は豪華な体育館を争って建設するなど、合併を見越した建設事業を盛んに行っており、一時借入金は五町村合わせて2億3020万円に及んだ。合併が実現しなかったことで、各町村は借入金への対処を迫られることになった。

### その後
日出市構想の断念を受けて、県は組み合わせを再検討することにし、12月17日から5町村を訪ね意向を確認した。その結果、五町村案に固執する堀江町、相手はどこでもとする板東町、県の要請があれば検討はするとする北島町、しばらく静観するがいずれは、とする応神村・松茂村と、温度差はあったものの、どの自治体も合併は否定しなかった。一方日出市構想の頓挫を見るや、鳴門市議会は松茂・堀江・板東の3町村に合併を働きかけることを決め、12月26日には市の合併促進委員が3町村を訪問した。徳島市も市長が北島・松茂・応神・藍住の4町村と合併の意向を表明し、4町村に挨拶状を送付した。このように下板の自治体に人気が集まった背景には、松茂村には海上自衛隊の徳島飛行場があり基地交付金が期待できる、応神村や北島町は大工場があり、税収が期待できる、といった点があった。しかし各町村とも両市との合併には消極的で、合併は実現しなかった。
その後、堀江町、板東町は1959年（昭和34年）に合併して大麻町となり、松茂村は1961年（昭和36年）に町制施行し松茂町となった。1964年（昭和39年）には徳島市や鳴門市が北島町に合併を申し入れたのを契機に論議が高まり、大麻町・松茂町・応神村・北島町、という、かつての日出市構想と同じ町村による合併構想が再燃した。しかし応神村が徳島市との合併を決めたことから今度も実現せず、応神村は1966年（昭和41年）に徳島市と合併、大麻町も1967年（昭和42年）に鳴門市と合併した。いわゆる平成の大合併では、合併で鳴門市に組み込まれた旧堀江町・板東町の社会基盤整備が進まなかったことから、合併で大きなところに飲み込まれるよりはと、かつての日出市構想を持ち出す意見もあったものの、実現はしていない。